# 大阪市立鶴橋中学校
大阪市立鶴橋中学校（おおさかしりつ つるはしちゅうがっこう）は、大阪府大阪市生野区にあった公立中学校。
生野区の学校再編整備計画に伴い、大阪市立勝山中学校と統合する形で2019年3月に閉校した。従来の勝山中学校の敷地を継承する形で、2019年4月に統合校の大阪市立桃谷中学校が設置されている。
学校敷地は、同校通学区域の外に位置していた。

## 沿革
1950年に大阪市立生野第二中学校（のちの大阪市立勝山中学校）から分離開校した。学校敷地は旧猪飼野国民学校（高等科単独設置の国民学校）跡地に位置していた。
2010年代になると、生徒数減少で単学級校になっていた鶴橋中学校について、勝山中学校との統合案が持ち上がった。2017年に「勝山中学校・鶴橋中学校　学校整備計画(案)」が策定され、関係者の協議を経て2019年4月の統合が決定した。
これに伴い、鶴橋中学校は2019年3月に閉校した。

### 年表
- 1947年 - 大阪市立生野第二中学校（現在の大阪市立勝山中学校）の分校が、現在地に設置される。
- 1950年4月1日 - 大阪市立生野第六中学校として分離開校。
- 1950年9月1日 - 大阪市立鶴橋中学校に改称。
- 1996年 - 校門前の歩道が「歴史の散歩道」として改修。
- 2005年 - この年入学の生徒より、制服を改定。
- 2019年 - 大阪市立勝山中学校と統合して閉校。統合校である大阪市立桃谷中学校が勝山中学校の校地に開校。

## 通学区域
- 大阪市立鶴橋小学校と大阪市立北鶴橋小学校の校区。
大阪市生野区 勝山北4丁目（一部）、鶴橋1-3丁目、鶴橋4-5丁目（それぞれ一部）、桃谷1-3丁目（それぞれ一部）

## 交通
- 大阪環状線 桃谷駅 東へ1.2km
- 大阪シティバス 生野区役所バス停、桃谷駅筋バス停